# Pierre Buyoya
Pierre Buyoya, né le 24 novembre 1949 à Rutovu dans la province de Bururi et mort le 17 décembre 2020 à Bonneuil-en-France, est un officier et homme d'État burundais. Il dirige deux fois le pays : de 1987 à 1993 puis de 1996 à 2003.

## Biographie

### Jeunesse et études
Pierre Buyoya est né le 24 novembre 1949 dans la province de Bururi, à 200 kilomètres au sud de Bujumbura, de parents illettrés tutsis. Il grandit à Rutovu, commune de 200 habitants, et y effectue l'école primaire et secondaire.
En 1967, il est admis à l'École royale des cadets de Bruxelles, en Belgique. Il déclare à ce propos : « pour moi, l'armée était l'unique échelle sociale. » Il reste en Belgique jusqu'en 1975 et passera par l'École royale militaire (1970 à 1974) et l'École d'application des troupes blindées. À son retour de Belgique, il épouse une Tutsie, originaire d'une famille de négociants, Sophie Ntaraka.
De 1976 à 1977, il fréquente l'École spéciale militaire de Saint-Cyr en France où il écrit un mémoire sur la naissance du FLN dans les maquis algériens. Il intègre en 1980 l'Académie de commandement de la Bundeswehr de Hambourg, en Allemagne de l'ouest, où il restera deux ans.
Il parle le kirundi et le français couramment, ainsi que l'anglais et l'allemand.

### Carrière professionnelle
Il est nommé chef de peloton en 1975 avant de devenir commandant d'escadron à Gitega, de 1977 à 1980. Deux ans plus tard, il est commandant de bataillon jusqu'en 1984, année lors de laquelle il devient chef du bureau chargé de l'instruction et des opérations à l'état-major général. Ceci jusqu'en 1987.

### Carrière politique

#### De 1987 à 1993
En 1987, Pierre Buyoya devient président de la République du Burundi, à la suite d'un coup d'État contre Jean-Baptiste Bagaza, et y instaure la Troisième République.
Il est l'initiateur et le meneur de la démocratie au Burundi et a longuement œuvré à l'amélioration des relations entre Tutsis et Hutus du Burundi, notamment en créant sous son régime la journée de l'unité nationale le 5 février 1991, journée toujours célébrée. En parallèle, il compose un gouvernement avec un nombre égal de Hutus et de Tutsis.
De 1987 à 1991, il mène une « politique d'unité et de réconciliation », qui débouche sur un référendum sur la Charte de l'Unité nationale du 5 février 1991. Il approuve en 1992 une nouvelle constitution rédigée par la commission qui prévoit la mise en place d'un gouvernement non ethnique, avec un président de la République et un parlement. Inspiré par un discours de Mitterrand à La Baule sur la démocratisation de l'Afrique, il entame un processus de démocratisation du Burundi en 1991, qui aboutit à des élections libres et multipartites dans le pays depuis toujours gouverné par des Tutsis alors même que les Hutus représentent 85 % de la population. Le parti de Buyoya, l'Union pour le progrès national (UPRONA), perd les élections qui portent Melchior Ndadaye du Front pour la démocratie au Burundi (FRODEBU), un Hutu, au pouvoir.
En parallèle, il est successivement président de la Communauté économique des États de l'Afrique centrale (CEEAC), de la Communauté économique des pays des Grands Lacs (CEPGL) et de l'Organisation du bassin de la Kagera (OBK).

#### De 1996 à 2003
Après les assassinats successifs du président Ndadaye et de six de ses ministres en 1993, assassinats auxquels il aurait participé d'après certaines sources au Burundi,  puis de son successeur au poste de président de la République, Cyprien Ntaryamira, en 1994, et alors que la guerre civile burundaise frappe le pays depuis trois ans et a déjà fait entre 150 000 et 200 000 victimes, Pierre Buyoya, avec le soutien de l'armée, renverse le quatrième président de la Troisième République du Burundi, Sylvestre Ntibantunganya, et reprend le pouvoir en 1996. La guerre civile se poursuit, mais de manière atténuée. La communauté internationale impose des sanctions économiques après le retour au pouvoir de Buyoya, qui seront levées quelques années plus tard, après la création par Buyoya d'un gouvernement pluri-ethnique, avec Domitien Ndayizeye, un Hutu, comme vice-président de la République.
Le 28 août 2000, sous l'égide de Nelson Mandela, il signe les accords d'Arusha, pour la paix au Burundi, qui prévoient notamment le rapatriement des dirigeants politiques exilés depuis les différentes guerres civiles, ainsi qu'une présidence transitoire de trois ans menée par Pierre Buyoya, qui devra remettre le pouvoir à son vice-président en 2003. En 2001, Pierre Buyoya met donc en place les institutions de transition, à savoir un gouvernement, une assemblée nationale et un sénat.
Conformément aux accords d'Arusha, Pierre Buyoya remet le pouvoir à Domitien Ndayizeye le 30 avril 2003.
En octobre 2020, Pierre Buyoya est condamné à perpétuité et par contumace par la justice burundaise pour l'assassinat du président Ndadaye en 1993. Buyoya nie avoir participé à cet assassinat et dénonce un procès politique,.

#### Décès
Pierre Buyoya contracte le coronavirus alors qu'il se trouvait à Bamako au Mali début décembre 2020. Il est hospitalisé dans la capitale malienne, placé sous respirateur artificiel. Son état de santé se dégrade brusquement et il est transféré par avion médicalisé à Paris dans la nuit du 17 au 18 décembre 2020, mais il meurt lors de son arrivée en France avant d'atteindre l'hôpital où il devait être conduit. Il est inhumé initialement au Mali, puis sur initiative privée de sa famille et avec l'accord du président burundais Évariste Ndayishimiye, sa dépouille est rapatriée au Burundi le 16 juillet 2024 pour être inhumée à Rutovu,.

## Autres activités

### À l'échelle nationale
En 1994, il crée une organisation non gouvernementale : la Fondation pour l'unité, la paix et la démocratie dont le but est d'étudier le système institutionnel, judiciaire et sécuritaire du Burundi. La Fondation construit également 5 écoles primaires, un collège, 3 centres de formation pour les jeunes et un centre de transit pour les enfants orphelins.

### À l'étranger
De 1993 à 1995, il est membre du laboratoire d'idées Council for African Advisors, organisé par le vice-président chargé de l'Afrique à la Banque mondiale.
Il est observateur pour plusieurs élections à différentes échelles en Afrique pour le compte de l'Organisation internationale de la francophonie (OIF) et de la Communauté économique des États de l'Afrique centrale (CEEAC). En 1994, il est observateur des premières élections depuis la fin de l'apartheid en Afrique du Sud. En avril 2004, il assiste ainsi aux élections législatives en Guinée-Bissau, puis, en tant que chef des observateurs, aux élections présidentielles de Guinée-Bissau en juillet 2005, aux élections générales de la République démocratique du Congo en juillet et octobre 2006 et aux élections législatives et présidentielles de Mauritanie en novembre 2006 et février et mars 2007. L'OIF le nomme chef d'une mission politique en République centrafricaine pour promouvoir le dialogue politique en août 2007 et un an plus tard, chef d'une mission d'information en Mauritanie, juste après le coup d'État intenté contre le président mauritanien Sidi Ould Cheikh Abdallahi.
Il participe à différentes conférences à travers le monde, la plupart concernant des problématiques politiques, économiques ou sociales africaines. En 1994, il est donc orateur à la conférence organisée par l'African-American Institute de Cotonou, au Bénin, qui étudie « le rôle de l'Armée dans le processus démocratique. » Il participe ensuite à la conférence annuelle de Tokyo sur le développement en Afrique en 1995, puis à la conférence préparatoire pour la création de l'Observatoire Africain des bonnes pratiques démocratiques à Dakar, au Sénégal. En novembre 2004, il est un des conférenciers principaux de la conférence sur l'hégémonie organisée par la Banque mondiale en République centrafricaine. Trois ans plus tard, en mars 2008, il participe à une conférence sur le processus de paix en Somalie organisée par les Nations unies et à une conférence à Lomé, au Togo, organisée par l'Alliance des libéraux et démocrates du Parlement de l'Union européenne. En septembre 2008, il participe à une conférence à Atlanta et en Caroline du Nord sur les accords d'Arusha et les problèmes de sécurité au Burundi.
Il participe également à diverses tables rondes : la table ronde des anciens chefs d'État africains organisée par l'université de Boston en avril 2005, ainsi que la table ronde d'anciens chefs d'État et de gouvernements organisée à l'île Maurice et traitant de l'agenda africain du XXIe siècle.
Le 2 décembre 2018, il est visé par un mandat d'arrêt émanant de l'administration toujours en place au Burundi depuis qu'il n'y est plus aux responsabilités.

## Organisations
En sa qualité d'ancien président du Burundi, il est membre du Sénat à vie. Il est également membre de l'Africa Forum, le Forum des anciens chefs d'État africains, et consultant pour plusieurs organisations telles que l'Union africaine, l'Organisation internationale de la francophonie, ou la Communauté économique des États de l'Afrique centrale.
Depuis mars 2009, il est membre du Panel de haut niveau de l'Union africaine sur le Soudan et envoyé spécial de l'OIF en République centrafricaine. De mai à septembre 2010, il est d'ailleurs président du Panel de Haut niveau de l'Organisation internationale de la Francophonie.
Le 25 octobre 2012, il est nommé haut représentant de l'Union africaine pour le Mali et le Sahel, « pour la résolution de la crise au Mali. »
Il est candidat pour le poste de secrétaire général de l'Organisation internationale de la francophonie (OIF) en septembre 2014 avec 15 propositions concentrées sur trois domaines : la langue, la culture et les enjeux politiques et économiques de la Francophonie, particulièrement en Afrique. Il est en effet le seul candidat à la présidence à être natif du continent.

## Publications
En 1974, il publie son mémoire de fin d'études, intitulé Naissance et organisation du Front de Libération nationale algérien.
Vingt-trois ans plus tard, en 1997, il publie Mission possible : plaidoirie pour la paix au Burundi. Pour la préparation de ce livre, il passe deux mois à l'université Yale aux États-Unis en 1996.
Son dernier livre, Les Négociations inter burundaises : une longue marche pour la paix, est publié en 2011. Il voyage une nouvelle fois, principalement aux États-Unis, pour la préparation de ce livre. De janvier 2005 à juin 2006, il participera à 5 conférences dans cette optique, dont la conférence sur les droits de l'homme au Burundi de l'université Tufts en mai 2005.